# Fedir Samoilov
Fedir Samoilov –en ucraniano, Федір Самойлов– (Kiev, 1997) es un deportista ucraniano que compite en escalada. Ganó una medalla de bronce en el Campeonato Mundial de Escalada de 2021, en la prueba combinada.

## Palmarés internacional
| Campeonato Mundial | Campeonato Mundial | Campeonato Mundial | Campeonato Mundial |
| Año                | Lugar              | Medalla            | Prueba             |
| ------------------ | ------------------ | ------------------ | ------------------ |
| 2021               | Moscú (Rusia)      | Medalla de bronce  | Combinada          |